# 東磐交通

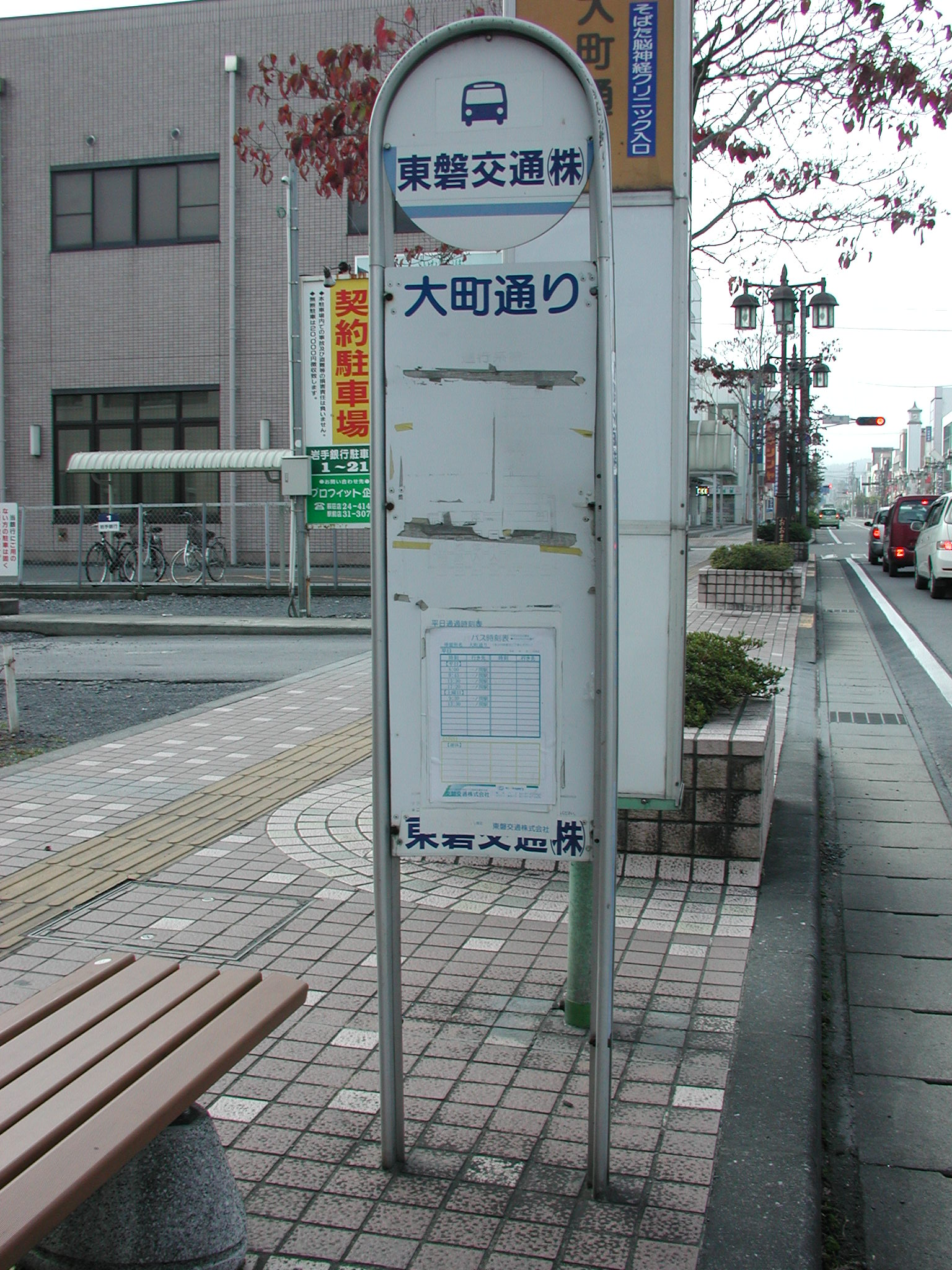
JRバス東北のポールを再利用した、東磐交通のバス停ポール（「大町通り」停留所：2009年10月）

東磐交通株式会社（とうばんこうつう）は、岩手県一関市東山町に本社を置き、観光バス・タクシー・路線バスを運営している会社である。

## 所管路線
いずれの路線もジェイアールバス東北または岩手県交通の廃止代替路線である。

### 一関線
- 一ノ関駅 - 一関市役所 - 柵の瀬橋 - 坂口 - 須崎下平 - 長島 - 滝の沢 - 陸中箱石

### 猿沢線
- 東磐交通 - 東山農協 - 柴宿駅 - 金取 - 板倉 - 猿沢 - 新大町裏

### 夏松線
- 岩ノ下駅 - 橋本 - ひがしやま病院前 - 陸中松川駅前 - げいびけい駅前 - 東山農協前 - 幽玄洞 / 柴宿駅口 - 磐井里 - 夏山
  - 平日のみ運行。

### 竹沢線
- 東磐交通 - 猊鼻渓駅 - 長坂 - 東山支所前 - 中学校 - 野土 - 竹沢 - 地蔵堂

### 小沼線
- 三浦歯科医院 - 猊鼻渓駅 - 東山農協前 - 磐井里 - 紙生里 - 小沼

### げいび渓線
- 一関駅前 - 磐井・南光病院前 - 千歳橋 - 相川 - げいび渓 - 柴宿駅前 - 大東高校前 - 摺沢駅前
  - 2023年10月1日岩手県交通の路線廃止を受けて、運行開始[1][2]。

## 受託運行
一関市から「東山町福祉バス」の運行を受託する。

### 大木線
- 上沢田 - 大木公民館前 - 里前 - 長坂 / 猊鼻渓口 - 三浦医院
  - 木曜日のみ運行。

## 廃止路線
前沢循環線
- 前沢診療所 - 前沢ジャスコ - 前沢駅 - 母体 - 才田 - 箱石 - 才田 - 目呂木入口 - 前沢駅 - 前沢ジャスコ - 前沢診療所

紙生里線
- 小沼 - 紙生里 - 矢の森公民館 - 長坂 - 三神医院 - 東山病院 - 三浦医院

前沢線
- 三浦歯科医院 - 猊鼻渓駅 - 東山農協前 - 磐井里 - 紙生里 - 小沼 - 母体 - 母体入口 - 前沢駅 - イオン前沢 - 前沢診療所

（前沢線のうち奥州市地区分を廃止し、残りの一関市地区分を小沼線として新設）

## 関連会社
- 東磐運送
- 東磐運輸
- カンリョウ